# Oleksandr Abramenko
Oleksandr Volodymyrovyč Abramenko (in ucraino Олекса́ндр Володи́мирович Абра́менко?; Pervomajs'kyj, 4 maggio 1988) è un ex sciatore freestyle ucraino, specialista dei salti.

## Biografia
In Coppa del Mondo ha esordito l'8 gennaio 2006 a Mont Gabriel (18º), ha ottenuto il primo podio il 25 febbraio 2012 a Minsk (2º) e la prima vittoria il 1º marzo 2015 nella medesima località.
In carriera ha partecipato a cinque edizioni dei Giochi olimpici invernali, Torino 2006 (27º nei salti), Vancouver 2010 (24º nei salti), Soči 2014 (6º nei salti), Pyeongchang 2018 (medaglia d'oro), Pechino 2022 (medaglia d'argento nei salti, precedendo sul podio il russo Il'ja Burov, che lo ha stretto in un caloroso abbraccio in segno di pace, nonostante la fortissima tensione tra i due paesi dell'est Europa) e a sette dei Campionati mondiali ottenendo come miglior risultato il secondo posto nei salti a Park City 2019.

## Palmarès

### Olimpiadi
- 2 medaglie:
  - 1 oro (salti a Pyeongchang 2018)
  - 1 argento (salti a Pechino 2022)

### Mondiali
- 1 medaglia:
  - 1 argento (salti a Park City 2019)

### Mondiali juniores
- 1 medaglia:
  - 1 argento (salti a Krasnoe Ozero 2006)

### Coppa del Mondo
- Miglior piazzamento in classifica generale: 20º nel 2011 e nel 2012
- Vincitore della Coppa del Mondo di salti nel 2016
- 7 podi:
  - 1 vittoria
  - 2 secondi posti
  - 4 terzi posti

#### Coppa del Mondo - vittorie
| Data          | Luogo | Paese       | Disciplina |
| ------------- | ----- | ----------- | ---------- |
| 1º marzo 2015 | Minsk | Bielorussia | AE         |

Legenda:

AE = salti